# Valentino Lazaro
Valentino Lazaro (* 24. März 1996 in Graz) ist ein österreichischer Fußballspieler auf der Position eines Mittelfeldspielers, der auch als Verteidiger oder Stürmer spielen kann. Er steht beim FC Turin unter Vertrag und ist österreichischer Nationalspieler.

## Karriere

### Verein
Valentino Lazaro, Sohn eines angolanischen Vaters und einer österreichischen Mutter mit griechischen Wurzeln, startete 2002 in der Jugendabteilung des Grazer AK mit dem Vereinsfußball. 2011 wechselte er zum FC Red Bull Salzburg und machte mit seinen Leistungen auf sich aufmerksam. So kam es, dass er im letzten Meisterschaftsspiel der Saison 2011/12 erstmals im Kader der Kampfmannschaft stand. Im Sommer 2012 unterschrieb er einen längerfristigen Vertrag in Salzburg. Am 3. November 2012 feierte er im Spiel gegen den FC Admira Wacker Mödling mit nur 16 Jahren und 224 Tagen sein Bundesligadebüt. Beim 5:0-Sieg der Salzburger wurde er in Minute 84 für Valon Berisha eingewechselt. Im Bundesligaspiel gegen Admira Wacker am 24. Februar 2014 stand er das dritte Mal in der Startelf der Bullen und erzielte hierbei seinen ersten Treffer in einem Pflichtspiel.
In der Saison 2013/14 absolvierte er, neben elf Spielen für die „Bullen“ in der Bundesliga, auch drei Spiele für das Farmteam FC Liefering in der zweithöchsten österreichischen Liga.
Zur Saison 2017/18 wechselte Lazaro in die deutsche Bundesliga zu Hertha BSC. Da er zu diesem Zeitpunkt an einer Verletzung im Sprunggelenk laboriert hatte, nahm ihn Hertha BSC zunächst bis zum Saisonende als Leihspieler unter Vertrag, an den eine Kaufpflicht geknüpft war. Nachdem Lazaro Anfang November seinen fünften Bundesligaeinsatz absolviert hatte, griff die vereinbarte Kaufpflicht und sein Vertrag verlängerte sich bis zum 30. Juni 2021. Am 10. Februar 2018 (22. Spieltag) erzielte er beim 2:0-Auswärtssieg gegen Bayer 04 Leverkusen sein erstes Bundesligator.
Zur Saison 2019/20 wechselte er nach Italien zu Inter Mailand, wo er einen bis Juni 2023 laufenden Vertrag erhielt. In der Hinrunde kam der Österreicher auf sechs Ligapartien sowie einen Pokal- und vier Champions-League-Einsätze, Cheftrainer Conte zog ihm jedoch im rechten Mittelfeld Danilo D’Ambrosio sowie Antonio Candreva vor. In der Königsklasse schied Lazaro mit Inter nach der Gruppenphase aus und hätte mit dem Team in der Europa League antreten müssen.
Stattdessen wurde er im Jänner 2020 in die englische Premier League an Newcastle United verliehen. Für die Nordengländer kam der Österreicher zu 13 Ligaeinsätzen sowie zwei Partien im FA Cup, konnte sich aber auch hier nicht für einen Stammplatz empfehlen. Mit Newcastle wurde Lazaro 13.
Zur Saison 2020/21 kehrte er nach Deutschland zurück und wechselte leihweise zu Borussia Mönchengladbach. Am 8. November 2020 traf er im Bundesligaspiel bei Bayer 04 Leverkusen per „Skorpion-Kick“ zum 3:4-Endstand. Das Tor wurde von der Sportschau als Tor des Monats sowie als Tor des Jahres ausgezeichnet. Bis zum Ende der Leihe kam er zu insgesamt 22 Bundesligaeinsätzen, in denen er zwei Tore erzielte. Zur Saison 2021/22 kehrte er zunächst wieder nach Mailand zurück.
Im August 2021 folgte allerdings die dritte Leihe, diesmal wurde Lazaro nach Portugal an Benfica Lissabon abgegeben. Bis zum Ende der Leihe kam er zu 18 Einsätze in der Primeira Liga. Zur Saison 2022/23 wurde er an Inters Ligakonkurrenten FC Turin weiterverliehen. Für Turin absolvierte er 23 Partien in der Serie A.
Zur Saison 2023/24 kehrte er zunächst wieder nach Mailand zurück, ehe er Ende August 2023 fest nach Turin wechselte.

### Nationalmannschaft

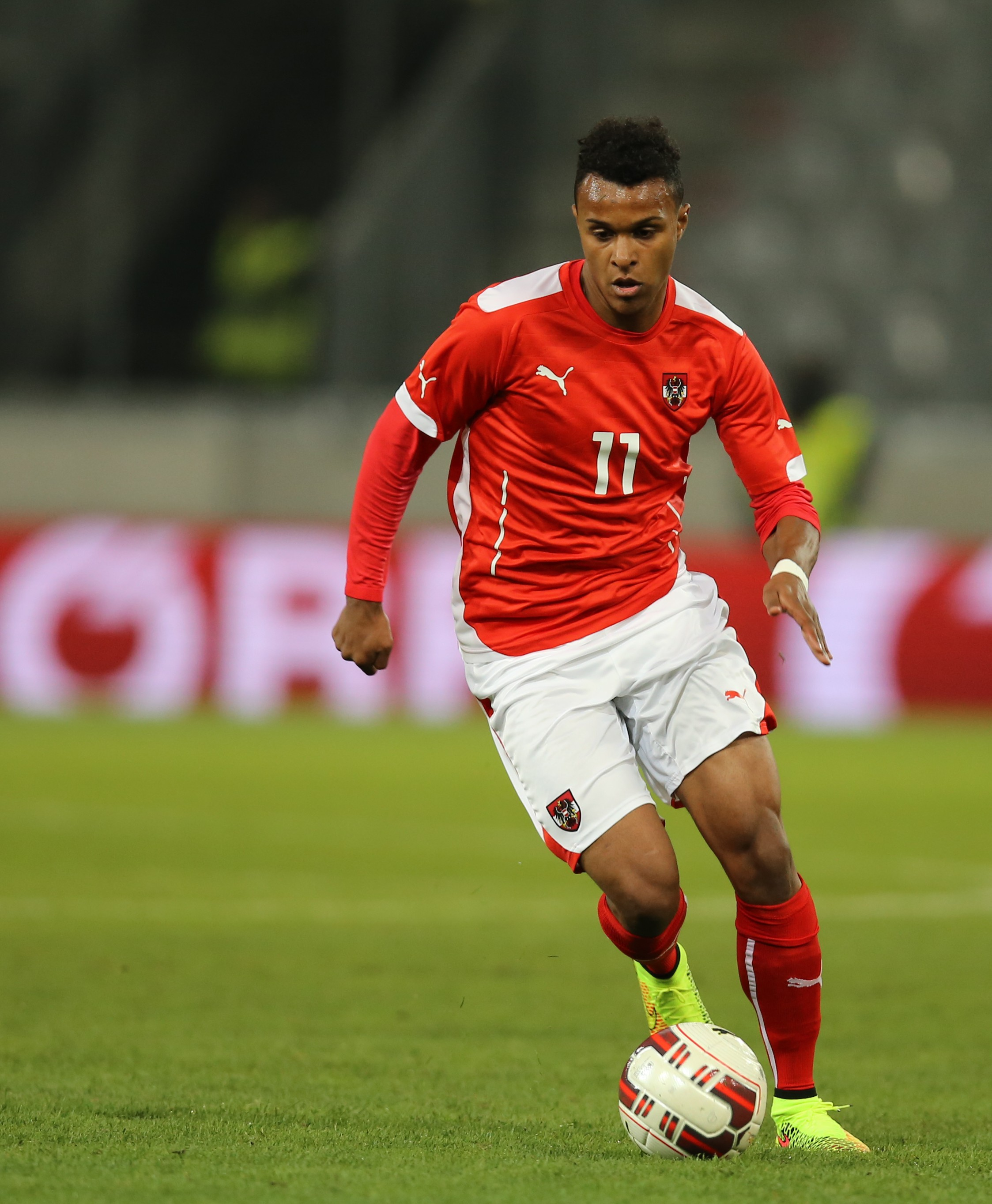
Valentino Lazaro bei seinem Nationalmannschaftsdebüt 2014

Ab 2011 war Valentino Lazaro kontinuierlich im Einsatz für die jeweiligen österreichischen Jugendnationalmannschaften, wobei er meistens die Rückennummer 10 trug. Bei der U17-Europameisterschaft 2013 in der Slowakei schied er zwar mit dem Team bereits in der Gruppenphase aus, bereitete aber alle drei Tore vor und konnte sich darüber hinaus mit dem Team für die U17-Weltmeisterschaft 2013 in den Vereinigten Arabischen Emiraten qualifizieren. Dort schied Österreich als Gruppenletzter aus.
Am 15. Mai 2014 wurde Lazaro erstmals in den A-Kader der österreichischen Nationalmannschaft einberufen und am 30. Mai 2014 in einem Testspiel gegen Island eingewechselt. Am 18. November 2018 erzielte er beim 2:1-Sieg gegen Nordirland seinen ersten A-Länderspieltreffer. Für die EM 2016 wurde Lazaro nicht nominiert. Im Mai 2021 wurde er in den vorläufigen Kader Österreichs für die EM 2021 berufen und schaffte es schlussendlich auch in den endgültigen Kader, mit dem er bis zum Achtelfinale kam. Während des Turniers kam er zu einem Kurzeinsatz.

## Erfolge
- 5 × Österreichischer Meister: 2012, 2014, 2015, 2016, 2017
- 5 × ÖFB-Cup-Gewinner: 2012, 2014, 2015, 2016, 2017
- Ist mit 16 Jahren und 224 Tagen der jüngste jemals eingesetzte Spieler Salzburgs in der Bundesliga.

## Auszeichnungen
- Bundesliga Rookie Award: März 2018
- Torschütze des Monats: November 2020[7]
- Torschütze des Jahres: 2020[8]